# Concepción (provinca)
Provinca Concepción je provinca v regiji Biobío, Čile. Po podatkih iz leta 2002 ima 912.889 prebivalcev. 
Zajema površino 3 439,3 km². Glavno mesto je Concepción.